# Psydrax manensis
Psydrax manensis là một loài thực vật có hoa trong họ Thiến thảo. Loài này được (Aubrév. & Pellegr.) Bridson miêu tả khoa học đầu tiên năm 1985.